# Callogobius okinawae
Callogobius okinawae är en fiskart som först beskrevs av Snyder, 1908.  Callogobius okinawae ingår i släktet Callogobius och familjen smörbultsfiskar. Inga underarter finns listade.